# Cophocerotis ebria
Cophocerotis ebria är en fjärilsart som beskrevs av W. Warren 1904. Cophocerotis ebria ingår i släktet Cophocerotis och familjen mätare. Inga underarter finns listade i Catalogue of Life.